# Jiřina Rázlová
Jiřina Rázlová (* 21. Juni 1972) ist eine frühere tschechische Biathletin.
Jiřina Rázlová lebt in Harrachov. Die Sportlehrerin begann 1991 mit dem Biathlonsport. Sie gab ihr Debüt im Biathlon-Weltcup zum Auftakt der Saison 1992/93 in Pokljuka und wurde 35. eines Einzels und 60. Eines Sprintrennens. Danach kam sie vor allem im Europacup zum Einsatz. In der Saison 1992/93 gewann sie vor Agata Suszka und Gabriela Susová die Gesamtwertung. Zwischen 1993 und 1995 kam sie vermehrt im Weltcup zum Einsatz. Ihr bestes Ergebnis erreichte sie 1993 in einem Einzel in Pokljuka, bei dem sie den 31. Platz belegte. Ihre letzten internationalen Rennen bestritt sie im Rahmen der Biathlon-Weltmeisterschaften 1995 in Antholz. Im Einzel kam Rázlová auf einen 69. Platz und wurde 55. des Sprintrennens.

## Biathlon-Weltcup-Platzierungen
Die Tabelle zeigt alle Platzierungen (je nach Austragungsjahr einschließlich Olympische Spiele und Weltmeisterschaften).
- 1.–3. Platz: Anzahl der Podiumsplatzierungen
- Top 10: Anzahl der Platzierungen unter den ersten zehn (einschließlich Podium)
- Punkteränge: Anzahl der Platzierungen innerhalb der Punkteränge (einschließlich Podium und Top 10)
- Starts: Anzahl gelaufener Rennen in der jeweiligen Disziplin

| Platzierung | Einzel | Sprint | Verfolgung | Massenstart | Staffel | Gesamt |
| ----------- | ------ | ------ | ---------- | ----------- | ------- | ------ |
| 1. Platz    |        |        |            |             |         |        |
| 2. Platz    |        |        |            |             |         |        |
| 3. Platz    |        |        |            |             |         |        |
| Top 10      |        |        |            |             |         |        |
| Punkteränge |        |        |            |             |         |        |
| Starts      | 6      | 7      |            |             |         | 13     |